# مطار عربت
مطار عربت (بالكردية: فڕۆکەخانەی عەربەت)‏ هو مطار زراعي في قضاء عربت في جنوب شرقي محافظة السليمانية في إقليم كردستان العراق في شمال جمهورية العراق، أُنشئ سنة 2003 للاستعمال المدني والزراعي،

## قصف المطار
في 18 أيلول سنة 2023، ذكرَ مصدر حكومي أن مطار عربت قُصفَ بطائرة مسيرة مجهولة الهوية بحسب المعلومات الأولية، وتوفيَ من جراء القصف 6 أشخاص، وجُرحَ 3 آخرين ونُقلوا إلى مستشفى شار في السليمانية. وفي اليوم نفسه ذكر جهاز مكافحة الارهاب التابع للاتحاد الوطني الكردستاني أن "مطار السليمانية الزراعي تعرض بعد ظهر اليوم لقصف من قبل الأعداء بطائرة مسيرة وادى إلى استشهاد 3 عناصر من جهاز مكافحة الارهاب وجرح 3 آخرين، سيتم البدء بتحقيق دقيق في هذه الجريمة الإرهابية التي ارتكبت تحت أنظار خدام الأجنبي والجواسيس من الداخل ولن تمر دون عقاب، وأي جاسوس ساعد في ذلك سيواجه العقاب والقانون، وضمير شعبنا والثأر لدماء الشهداء على عاتقنا ولن نسمح بهدر دمهم سدىً، أنه من أجل سلامة مسار التحقيقات فستبقى المعلومات سرية لدينا وسيكشف عنها لشعب كوردستان مستقبلا". وقال يحيى رسول في بيان للقوات المسلحة العراقية، ذُكر فيه أنه "في يوم الاثنين المصادف 18 أيلول وفي تمام الساعة 17:00، دخلت طائرة مسيرة الأجواء العراقية عبر الحدود مع تركيا وقصفت مطار (عربت)، إن هذا العدوان يشكل انتهاكا لسيادة العراق، وأمنه وسلامة أراضيه ... ويحتفظ بحقه بوضع حد لهذه الخروقات".